# Sailen Manna
Sailendra Nath Manna (beter bekend als Sailen Manna) (Howrah, 1 september 1924 - Kolkata, 27 februari 2012) was een Indiase voetballer. Hij wordt beschouwd als een van de beste verdedigers die het land ooit gekend heeft. In 2000 werd hij door de All India Football Federation gekozen als 'voetballer van het millennium'. Hij was in de periode 1951-1956 international (veertien caps) en met hem als aanvoerder won India de gouden medaille op de Asian Games van 1951 in New Delhi.

## Loopbaan
Manna speelde maar liefst negentien jaar voor India's topclub Mohun Bagan, waarmee hij verschillende prijzen pakte. Hij begon zijn voetballoopbaan echter in 1940 bij Howrah Union, die toen in de tweede divisie van de Kolkata Football League speelde. Hij stapte in 1942 over naar Mohun Bagan, waar hij tot het einde van zijn loopbaan in 1960 actief was. Hij was hier zes jaar aanvoerder (1950-1955). Als verdediger stond hij onder meer bekend om zijn anticiperingsvermogen en zijn sterke vrije trappen. Na zijn actieve clubcarrière werd hij coach bij de club en later was hij lid van het bestuur als assistent secretaris.
Manna was lid van het nationale elftal dat in 1948 aantrad tijdens de Olympische Spelen in Londen, waar het team met een nipte nederlaag werd uitgeschakeld door Frankrijk (1-2). Manna speelde hier op blote voeten (!). Naast de gouden medaille in 1951 won hij met het elftal vier achtereenvolgende jaren het Quandrangular Tournament (met de landen India, Pakistan, Birma en Sri Lanka) (1952-1956).
In 1953 noemde de Football Association in Engeland hem als een van de beste tien teamcaptains ter wereld. In 1952 was hij ook aanvoerder van India tijdens de Spelen, evenals in 1954 tijdens de Aziatische Spelen en tijdens de Merdeka Cup van 1961 en 1968.
In 1971 werd hem de Indiase staatsprijs Padma Shri toegekend. Door zijn oude club werd hij geëerd met de titel Mohun Bagan 'Ratna' ('juweel').